# هیپولیتو رینکون
هیپولیتو رینکون (به اسپانیایی: Hipólito Rincón) بازیکن فوتبال اهل اسپانیا است که از سال ۱۹۸۳ تا ۱۹۸۶ میلادی عضو تیم ملی فوتبال اسپانیا بوده و در ۲۲ بازی ملی حضور داشته‌است. او در بازی‌های ملی‌اش ۱۰ گل به ثمر رساند.